# Бейсенова, Алия Сарсеновна
Алия Сарсеновна Бейсенова (род. 25 марта 1932, пос. Атасу Жанааркинского района Карагандинской области) — советский и казахстанский учёный, доктор географических наук (1984), профессор (1985), академик НАН РК.
Заслуженный работник высшей школы Казахстана (1987), лауреат Государственной премии Республики Казахстан (2013), Заслуженный деятель Казахстана (2014).

## Биография
На научно-педагогической работе с 1960 года. Автор учебников, методических пособий по географии Казахстана для высшей и средней школы. Организовала и возглавила кафедру экологии в Казахском национальном педагогическом университете имени Абая. Основные научные труды посвящены вопросам истории физико-географического изучения территории Казахстана, проблемам экологии. Награждена орденом «Знак Почёта». Исследовательница особенностей природы и экономических развитий Казахстана.
Очень высоко оценивались её работы по исследованиям географических писаний Шокана Уалиханова.

## Награды и звания
- 1987 — Почётное звания «Заслуженный работник высшей школы Казахской ССР»
- 1987 — Медаль «Ветеран труда»
- 1988 — Медаль имени Ибрай Алтынсарин за особые заслуги в области просвещения и педагогической науки.
- 1996 — Орден Курмет
- 2001 — Государственная премия Национальной академии наук Казахстана в области науки имени Шокана Уалиханова за монографию «исторические основы географических исследований в Казахстане».
- 2001 — Медаль «10 лет независимости Республики Казахстан»
- 2006 — Звания «Почётный гражданин города Шымкент»
- 2007 — Орден Парасат из рук президента РК.
- 2007 — нагрудный знак «За заслуги в развитии науки Республики Казахстан»
- 2011 — Благодарностью Президента Республики Казахстан со вручением нагрудного знака «Алтын Барыс»
- 2013 — Государственная премия Республики Казахстан в области литературы и искусства за цикл научных работ в области атласного картографирования Республики Казахстан награда вручена в Акорде.
- 2014 — Указом Президента Республики Казахстан от 5 декабря 2014 года награждена почётным званием «заслуженный деятель Казахстана».
- 2016 — Медаль «10 лет независимости Республики Казахстан» и др.
- 2020 (3 декабря) — Орден «Барыс» 2 степени[1]

## Семья
Супруг: Серик Кирабаев (1927—2021) — советский и казахский учёный-литературовед, доктор филологических наук, профессор, академик НАН РК, заслуженный деятель науки Казахстана, лауреат государственной премии Казахстана.
Сын: Нур Кирабаев (род. 1951) — доктор философских наук, профессор, академик НАН РК, Заслуженный деятель науки РФ.
Сын: Алим Кирабаев (род. 1972) — казахстанский дипломант, Чрезвычайный и Полномочный Посол Казахстана в Польше.

## Сочинения
- Исследования природы Казахстана, А.-А., 1979:
- Физико-географические исследования Казахстана, А.-А., 1982;
- Первооткрыватели природы Казахстана, А.-А., 1986;
- Исследование природы Казахстана и развитие физико-географических идей, А., 1990.